# Instituto Butantan

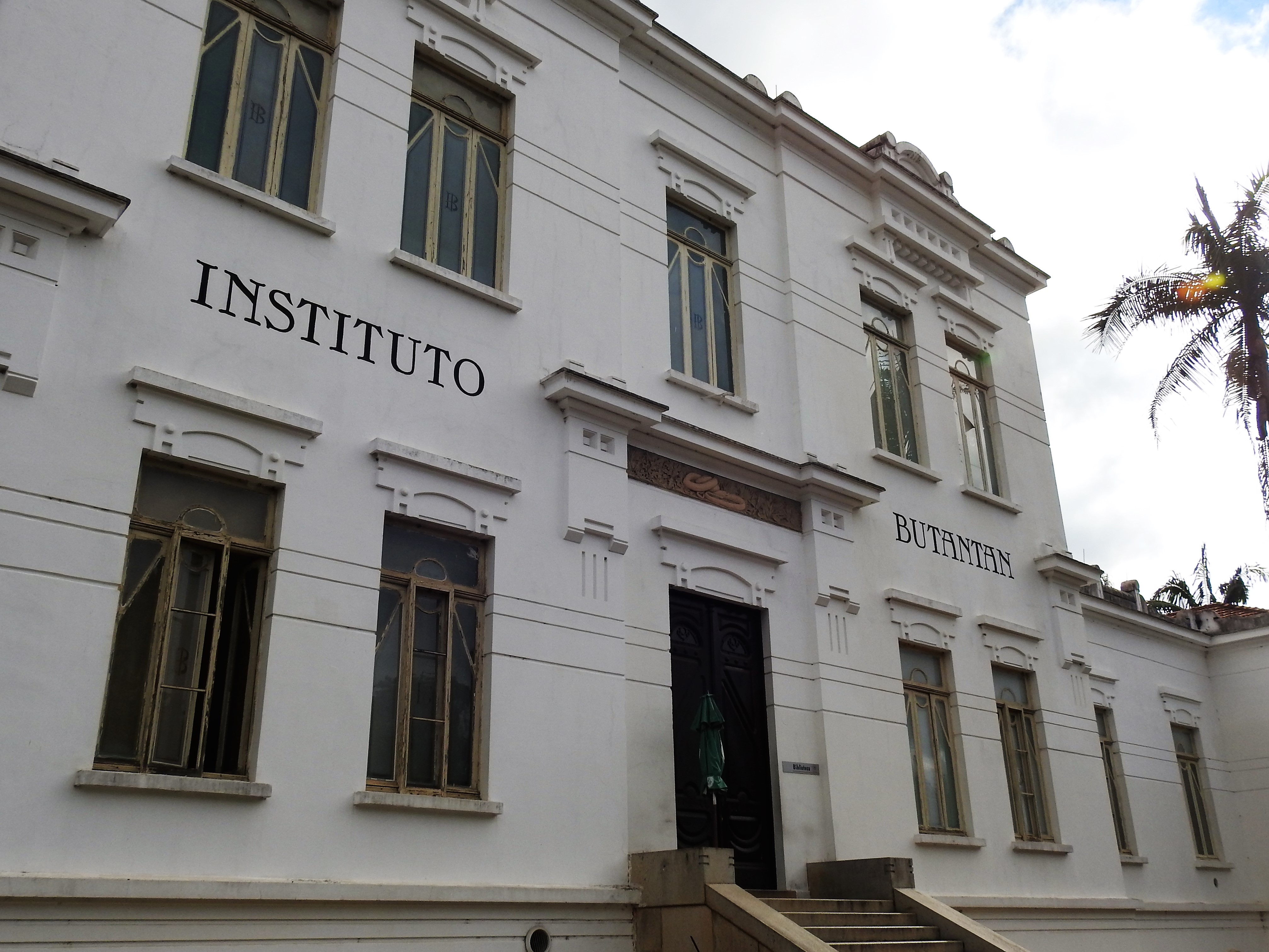
Facciata dell'edificio che ospita l'istituto

L'Instituto Butantan (in portoghese: Instituto Butantã) è un istituto di ricerca biologica brasiliano situato a Butantã, nella parte occidentale della città di San Paolo in Brasile. Il nome dell'istituto deriva da "Butantã", un distretto nella zona ovest di San Paolo. "Butantã" è una parola Tupi che significa "suolo frantumato".

## Descrizione e storia

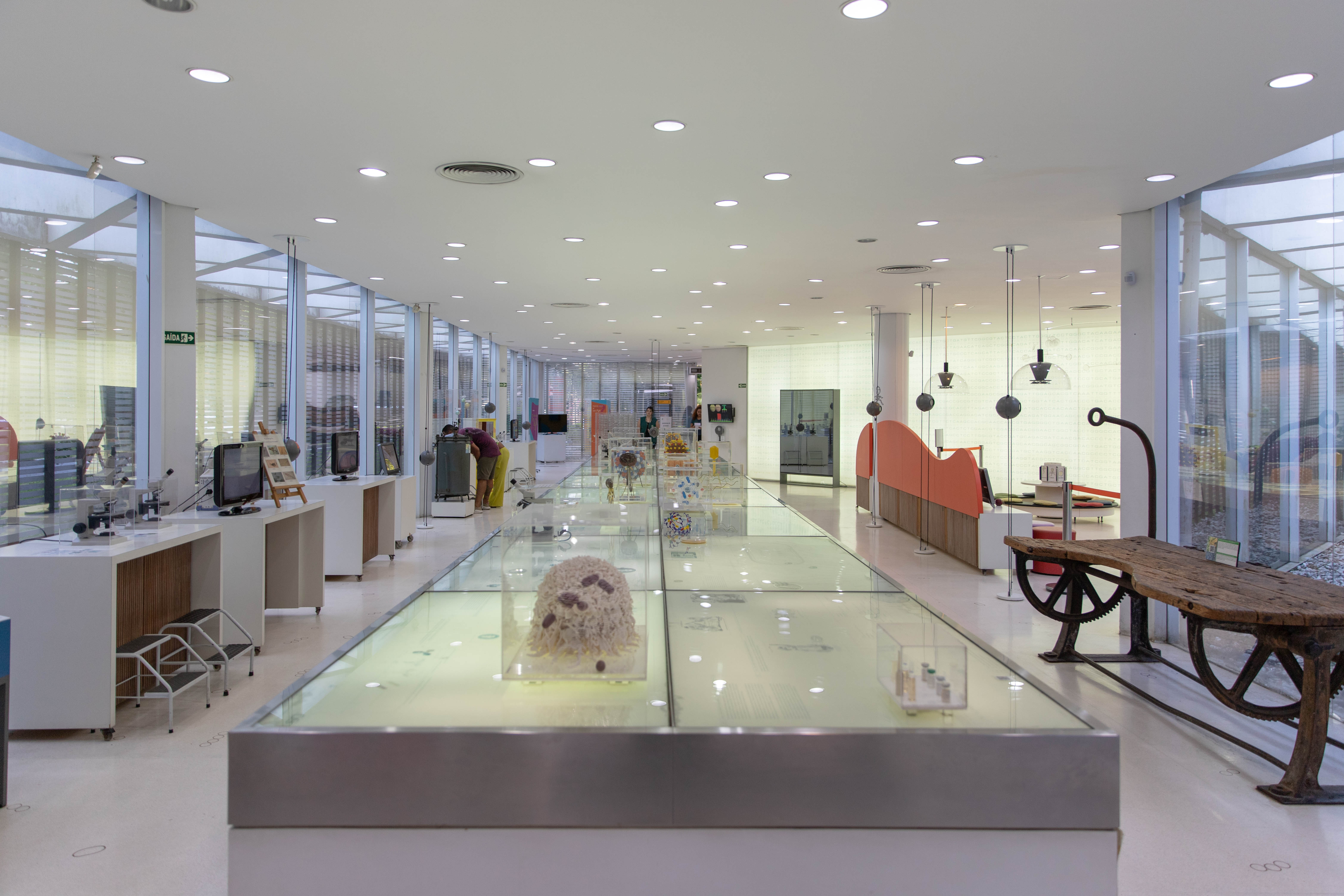
Interno dell'istituto

L'Instituto Butantan è un'istituzione pubblica affiliata alla Segreteria di Stato della Sanità di San Paolo ed considerata tra i principali centri scientifici del mondo. L'istituto tra i più grandi produttori di biofarmaci dell'America Latina. È noto anche per le varie collezione di serpenti velenosi, oltre a quelli di lucertole velenose, ragni, insetti e scorpioni presenti nell'istituto. L'Istituto, estraendo i veleni dai rettili e dagli insetti, sviluppa antiveleni e medicinali contro molte malattie, tra cui la tubercolosi, la rabbia, il tetano e la difterite.
L'Istituto è stato fondato dal medico e scienziato biomedico brasiliano Vital Brazil nel 1901, secondo il paradigma dell'Istituto Pasteur, ovvero combinando nella stessa istituzione la ricerca medica, il trasferimento dei risultati alla società come prodotti per la salute e l'autofinanziamento attraverso questa attività successiva. La sua fondazione è avvenuta in reazione allo scoppio della peste bubbonica nella città di Santos. È noto a livello internazionale per le sue ricerche su animali velenosi, venendo visitato da Theodore Roosevelt nel 1912. Istituto produce anche vaccini contro molte malattie infettive, come rabbia, epatite, botulismo, tetano, difterite, pertosse e tubercolosi  nonché antiveleni polivalenti e monovalenti contro i morsi di serpenti e lucertole, punture di api, scorpioni e ragni. Tra gli scienziati che hanno lavorato nell'istituto c'erano i biochimici Karl Slotta e Heinz Fraenkel-Conrat, pionieri nello studio del progesterone, dell'estriolo e dell'uso medico del veleno.
Un incendio nel 2010 ha distrutto l'impianto di raccolta, che conservava una delle più grandi collezioni di animali velenosi al mondo, comprendente circa 80 000 esemplari di serpenti e circa 450 000 ragni e scorpioni.